# Эль-Хадж Омар
Омар Саид Талль, Эль-Хадж Омар (араб. عمر بن سعيد طعل‎) (1797, Фута-Торо — 12 февраля 1864, Тиджания Омара ал-Хаджа) — западноафриканский мусульманский лидер, основатель империи Тиджания Омара ал-Хаджа.

## Биография
Родился в долине реки Сенегал недалеко от города Подор. Отец аль-Хаджа Омара был религиозным учителем, и сам Омар получил образование у лучших учителей суфийского братства (тариката) Тиджания. В 1826 году совершил хадж в Мекку. Находясь в Мекке, завершил обучение и был принят в число духовных лидеров братства Тиджания. Он был избран халифом западного Судана.
Аль-Хадж Омар вернулся в Африку в 1835 году. Он вступил в брак с представительницами царствующих домов Борну и Сокото. Там же он ознакомился с методами джихада. В 1837 году он направился в Масину, контролируемую представителями соперничающего с Тиджанией братства Кадырия. В Масине его ждал холодный приём, и он даже некоторое время провёл в заключении, пока в следующем году не был отпущен в Фута-Джалон. Там он в течение десяти лет проповедовал и вербовал сторонников, пока в 1849 году наследственные правители Фута-Джалона не усмотрели в его возросшем влиянии угрозу для себя. Аль-Хадж Омар был вынужден перебраться в город Дингирае в Гвинее.
Обосновавшись в Дингирае, аль-Хадж Омар предпринял серию военных походов против властителей соседних немусульманских территорий. В 1852 году он объявил джихад всем, кто откажется принять ислам. Позже врагами ислама были объявлены и мусульмане, не признававшие учения самого Омара. За десять лет с помощью своей армии, ударной силой которой были талибы-тукулёры из Фута-Джалона, аль-Хадж Омар завоевал окрестные земли от истоков Нигера до Тимбукту, создав тукулёрскую империю, которая просуществовала почти до конца XIX века, в течение более чем 20 лет после смерти аль-Хаджа Омара в 1864 году, прежде чем была завоёвана Францией.
Цели походов аль-Хаджа Омара и создания им империи оцениваются исследователями по-разному. Если одни считают его религиозным фанатиком, стремившимся к созданию шариатского государства, то другие рассматривают его как авантюриста и оппортуниста, в действительности не обладавшего прочными идеологическими воззрениями. В качестве основных врагов, против которых был направлен джихад Омара, одни учёные называют французов, чьи владения к середине века начинали опасно приближаться к его родному Фута-Торо, другие — языческие племена и старые мусульманские государства верхнего Нигера.
Меч Аль-Хадж Омара был вывезен во Францию в колониальный период и хранится в Парижском музее армии, однако Музей африканских цивилизаций пытается вернуть его в Сенегал.